# Governança
El terme governança s'usa per designar l'eficàcia, qualitat i bona orientació de la intervenció de l'Estat, que proporciona bona part de la seua legitimitat en el que de vegades es defineix com una "nova forma de governar" en la globalització del món posterior a la caiguda del mur de Berlín (1989). També s'utilitza el terme govern relacional i en moltes ocasions, la paraula gobernància. S'empra des de la dècada de 1990.
Sobretot s'emplea en termes econòmics (el que també es coneix com una de les accepcions del terme cinquè poder), però també socials o de funcionament institucional, essencialment la interacció entre els seus diferents nivells, sobretot quan es produeixen grans cessions competencials cap amunt (per exemple la integració en la Unió Europea) i cap avall (la descentralització territorial, la qual cosa s'ha pogut designar amb el terme sisè poder). També, i molt especialment, la forma d'interacció de les administracions públiques amb el mercat i les organitzacions privades o de la denominada societat civil (empreses, patronals, sindicats i unes altres), que no obeeixen a una subordinació jeràrquica, sinó a una integració en xarxa, en el que s'ha denominat "xarxes d'interacció públic-privat-civil al llarg de l'eix local/global".

## Governabilitat i governança
La noció de “governança” és alhora polisèmica i polèmica. Es confon molt sovint amb el terme governabilitat. Encara que aquests dos conceptes no són sinònims, hi ha debat sobre els criteris que permeten distingir-los. Tots dos tradueixen la noció anglosaxona de governance, encara que només governabilitat tradueix governability, que s'usa de manera més restringida.
Els termes governança i governabilitat s'utilitzen molt en els àmbits del management privat, de les organitzacions internacionals, de les ciències socials i de les institucions polítiques punt nacionals com a regionals (per exemple, la Unió Europea).
La ràpida difusió de la paraula des dels anys 1990 sembla traduir la consciència d'un canvi de paradigma en les relacions de poder. S'ha percebut la insuficiència del concepte clàssic de “govern” per descriure les transformacions que s'han anat produint en el context de la globalització. Davant el sorgiment d'empreses multinacionals amb pressupostos superiors als de certs estats sobirans o d'organitzacions no governamentals amb una creixent capacitat d'acció i de pressió en els àmbits tant local com a internacional, els governs nacionals han passat de ser la referència central de l'organització política a ser un dels seus components.
La governança és una noció que busca -abans que imposar un model- descriure una transformació sistèmica complexa, que es produeix a diferents nivells -del local al mundial- i en diferents sectors -públic, privat i civil-.

## Origen del terme
Sembla provenir remotament del grec κυβερνάω kybernan (dirigir, conduir una nau o un carro) utilitzat per Plató, metafòricament, per denominar la manera de governar als ciutadans, d'on també deriva govern (a través del llatí gubernatio). A la fi de l'Edat Mitjana es registra el seu ús en les llengües modernes, més aviat a partir del llatí que del grec, amb el francès gouvernance des del segle xiv, designant l'art o manera de governar; del que pansa a l'anglès governance, amb usos registrats des de 1380. En portuguès, governança, i en espanyol, gobernanza, semblen també derivar del francès. Apareix definit per primera vegada en l'edició del DRAE de 1803 com "ant. [antigament] el mateix que govern". La seua utilització a partir dels anys 1990 per mitjans acadèmics anglosaxons s'aplicava al principi, com a restricció de l'ús, a l'art o manera de govern d'institucions internacionals; però amb el propòsit de, a partir d'una paraula poc utilitzada i, per tant, bastant lliure de connotacions, promoure una nova manera de gestió dels assumptes públics, fundat sobre la participació de la societat civil a tots els seus nivells (nacional, local, regional i internacional).
En el DRAE es diferencia un ús antic de governança (2. f. ant. Acció i efecte de governar o governar-se) i el més recent (1. f. Art o manera de governar que es proposa com a objectiu l'assoliment d'un desenvolupament econòmic, social i institucional durador, promovent un sa equilibri entre l'Estat, la societat civil i el mercat de l'economia.) La paraula gobernància, que és utilitzada de vegades com a sinònim en castellà, molt probablement com a conseqüència d'intentar traduir directament de l'anglès, no apareix en el DRAE.
El terme governabilitat, que en la seua primera accepció del DRAE significa Qualitat de governable, i que sol emplear-se sobretot en relació amb el seu contrari (ingovernabilidad), és, en la seua segona accepció, sinònim de governança.

## "Bon govern" i "mal govern"
Des de l'Antic Règim s'empleava l'expressió (d'alguna manera similar, però representant una realitat completament diferent) bon govern; per exemple, en els Decrets de Nova Planta i Bon Govern que van reformar la Monarquia Hispànica sota Felipe V. Tenia el seu "contrafigura" en l'expressió malament govern, del que mai podria acusar-se al rei absolut, sinó als seus ministres (fins i tot en una revolta, com el motí de Squillace, l'expressió utilitzada era Visqui el rei i mori el mal govern!, similar al crit de Dolores del capellà Hidalgo en la independència mexicana). El despotisme il·lustrat en bona part buscava la seva pròpia legitimació en les reformes que milloressin la situació del poble, però sense comprometre la primacia teòrica de la legitimitat de dret diví clàssica de l'absolutisme.
En un sistema de govern democràtic, la legitimitat proporcionada al govern per les urnes, d'una manera semblant es busca renovar constantment amb la "bona qualitat" del seu exercici o governança, mesura pels moderns mètodes de la demoscopia. L'aplicació del terme al món actual en països que no disposen d'institucions democràtiques homologables a les occidentals s'utilitza per a la justificació de la diferent capacitat d'atracció d'inversions, com ocorre amb un altre concepte molt invocat: la seguretat jurídica. Casos com el de la Xina o Cuba solen analitzar-se des d'aquest punt de vista.

La crítica al concepte de governança des d'un punt de vista antiglobalització sol associar-ho al que es coneix com a pensament únic, confusament denominat "neoliberal", vinculat a les propostes de política econòmica per a països del Tercer Món o en vies de desenvolupament del Fons Monetari Internacional i el Banc Mundial.

## Tipus de governança

### Governança global
En contrast amb el significat exposat fins ara, autors com James Rosenau han usat aquest terme per denotar la regulació de relacions interdependents en absència d'una autoritat política global. El millor exemple d'això és el sistema internacional, o sigui, les relacions entre estats independents. El terme pot aplicar-se també a un grup format per agents lliures i iguals que necessiten formar una relació regular.

### Governança corporativa
El conjunt de processos, costums, polítiques, lleis i institucions que afecten a com es dirigeix, administra o controla una empresa (corporació). També inclou les relacions entre els molts agents implicats en elles (des de la propietat a l'adreça, els controladors externs, creditors, inversors, clients, subministradors, empleats i l'entorn i la societat sencera).

### Governança projectiva
Tal com s'usa en la indústria (especialment en el sector de les tecnologies de la informació), descriu els processos que necessiten donar-se per a un projecte reeixit. En concret, rep molta atenció l'assumpte de la governança de la tecnologia de la informació.
Des d'altres punts de vista, pot parlar-se de moltes altres classes de governança:
- governança política.
- governança econòmica.
- governança estratègica.
- governança en Internet.
- governança local, principalment amb l'ús de processos del tipus de la "planificació estratègica urbana".
- governança cultural.

## Governança de la ciència i la tecnologia
En les últimes dues dècades, s'ha percebut a Europa la necessitat de revisar les relacions entre les institucions i la societat civil. Pot dir-se que existeix una tendència a favor de concedir una oportunitat als instruments participatius. S'estan discutint i implementant molt lentament noves adreces sobre governança, un terme que ha irromput amb certa força al debat polític, tant des de l'àmbit acadèmic com en el terreny de la gestió pràctica. El concepte, que té el seu origen en la tradició de l'escola nord-americana sobre estudis d'administració pública (vegeu Muñoz, 2005), ha estat importat per Europa en advertir la necessitat de noves tècniques i instruments per aconseguir una gestió política estratègica que combine les iniciatives i interessos de la societat, l'Estat i el mercat.

Segons la Comissió sobre governança Global, la governança és:
"la suma de les múltiples maneres com els individus i les institucions, públiques i privades, manegen els seus assumptes comuns. És un procés continu mitjançant el qual poden acomodar-se interessos diversos i conflictius i adoptar-se alguna acció cooperativa. Inclou les institucions formals i els règims amb poder per imposar obediència, així com arranjaments informals que les persones i les institucions han acordat."
La Comissió Europea en el seu Llibre Blanc sobre la governança Europea (2001) també proporciona una definició:
"Regles, processos i conductes que afecten la manera com s'exerceix el poder a nivell europeu, particularment pel que fa a l'obertura, la participació, la responsabilitat, l'efectivitat i la coherència."
La reflexió en favor d'una major inclusivitat va guanyant terreny, sent la participació ciutadana un dels puntals del nou estil de governança. No obstant això, la implementació d'instruments i processos participatius és encara un repte enorme.
La introducció del terme governança en l'àmbit de la ciència i la tecnologia ha estat promoguda per la dinàmica política de la Unió Europea que ha caracteritzat el V i sobretot el VI Programa Marco de Recerca i Desenvolupament. Una sèrie d'iniciatives sociopolítiques de la Comissió Europea relacionades amb la reflexió sobre l'Espai Comú Europeu en I+D (ERA) han anat configurant un escenari que ha tret a la llum la rellevància del concepte de governança. Des de llavors, el terme s'ha incorporat de manera gairebé automàtica a nombroses publicacions, sense aportacions analítiques significatives. Segons Emilio Muñoz (2005), el seguiment de les referències a la paraula governança revela que la pràctica totalitat de les cites són una simple translació de les iniciatives europees. La Comissió Europea ha assenyalat com a missió i valor fonamental del concepte la seua operativitat per enfrontar-se al problema dels diferents nivells de promoció i gestió de la ciència i la tecnologia en un context com l'europeu, on coexisteixen diversos “espais” –supranacional, nacional, regional i fins i tot local-, anivellis polítics i actors.
Encara que aquest enfocament centrat en el repte de la “coordinació operativa” resulta interessant per als analistes, sembla també limitada i fins i tot arriscada. I. Muñoz (2005: 296) adverteix del perill de caure en un cercle viciós: “s'estudia allò que els decisors han introduït, mentre que es renuncia a entendre el que sustenta l'oportunitat, validesa i el potencial del concepte per desenvolupar una dinàmica racional en termes socials, econòmics i polítics en l'àmbit de la ciència i la tecnologia”. Per això, resultarà necessari aprofundir en el valor analític, estructural i prospectiu del concepte.

## Medició de la governança
Durant l'última dècada, s'han dirigit diversos esforços cap a la comunitat de recerca i de desenvolupament internacional per avaluar i mesurar la qualitat de la governança dels països al voltant del món.
Un d'aquests esforços per crear una mesura de governança que serveixi per comparar els països a nivell internacional és el projecte Worldwide Governance Indicators (WGI) (indicadors de gobernanza a través del món), desenvolupat pels membres del Banc Mundial i de l'Institut del Banc Mundial. El projecte publica indicadors globals i individuals per més de 200 països en sis dimensions de la gobernanza: veu i redición de comptes, estabilitat política i falta de violència, efectivitat governamental, qualitat de la regulació, estat de dret, control de la corrupció.
Per completar els Worldwide Governance Indicators, a nivell macro i transversals respecte als països, l'Institut del Banc Mundial va desenvolupar estudis sobre la governança anomenats World Bank Governance Surveys, eines de valoració de governança a escala d'un país que intervenen a nivell micro o infranacional i usen informacions recollides dels mateixos ciutadans d'un país, la comunitat de negocis i treballadors del sector públic per diagnosticar les vulnerabilitats de la governança i suggerir enfocaments concrets per lluitar contra la corrupció.
Un nou Índex de governança Mundial (IGM) s'ha desenvolupat i està a disposició per millorar-ho a través de participació pública. Els temes següents, en forma d'indicadors i índexs composts, han estat triats per formar part del IGM: pau i seguretat, estat de dret, drets humans i participació, desenvolupament sustentable, desenvolupament humà.

## El Marc Analític de la governança
El Marc Analític de la governança (MAG) és una metodologia amb un fort potencial per a la recerca en polítiques socials, especialment en polítiques de salut. Definint el concepte de governança de manera pragmàtica, aquesta es refereix als processos d'interacció entre els actors involucrats en un assumpte públic, que porten a la presa de decisions o a la formulació de normes socials. Es postula que hi ha processos de governança presents en qualsevol societat i, a diferència d'altres acostaments, aquests es poden observar i analitzar a partir d'una perspectiva que no sigui normativa o prescriptiva. Es desenvolupa una metodologia recolzada en diverses disciplines socials que serveix per diagnosticar els processos col·lectius, mateixa que al seu torn, es basa en cinc unitats analítiques principals presentades aquí: problemes, actors, normes, processos i punts nodals.
Aquestes unitats analítiques pretenen constituir una metodologia coherent i lògicament articulada i es proposa el seu ús com a instrument metodològic per a la recerca en polítiques socials. Article Revista de Salut Pública.